# Erigone himeshimensis
Erigone himeshimensis är en spindelart som beskrevs av Embrik Strand 1918. Erigone himeshimensis ingår i släktet Erigone och familjen täckvävarspindlar. Inga underarter finns listade i Catalogue of Life.